# Mount Whitcombe
Mount Whitcombe är ett berg i Antarktis. Det ligger i Östantarktis. Nya Zeeland gör anspråk på området. Toppen på Mount Whitcombe är 1 425 meter över havet, eller 284 meter över den omgivande terrängen. Bredden vid basen är 3,5 km.
Terrängen runt Mount Whitcombe är huvudsakligen kuperad, men åt sydost är den bergig. Trakten är obefolkad. Det finns inga samhällen i närheten.